# Türkmenistan (газета)
Türkmenistan («Туркменистан») — государственная республиканская газета на туркменском языке, издающаяся в Туркмении. В советское время являлась печатным органом ЦК КП Туркменской ССР. В настоящее время является органом официального опубликования законов Правительства Туркмении.
Тираж — 23 тыс. экземпляров. В 1975 году тираж составлял 140 тыс. экземпляров.
Первый номер газеты вышел 29 июля 1920 года. Первоначально называлась «تورکمەنستان»/«Tyrkmenistan». В 1932 переименована в «Şuralar Tyrkmenistanь», а в 1936 в «Sovet Tyrkmenistanь»/«Совет Түркменистаны» (Советский Туркменистан). В начале 1990-х годов возвращено первоначальное название.
Газета награждена орденом Трудового Красного Знамени (1958).